# Římskokatolická farnost – děkanství Světlá nad Sázavou
Římskokatolická farnost Světlá nad Sázavou je územní společenství římských katolíků s farním kostelem svatého Václava. Organizačně spadá do Humpoleckého vikariátu, který je jedním ze čtrnácti vikariátů Královéhradecké diecéze.